# Перекрёстные помехи
В электронике перекрёстные поме́хи — это любые явления, в которых сигнал, переданный по одной линии канала связи, создаёт нежелательный эффект в другой линии. Перекрёстные помехи обычно вызываются паразитными ёмкостными, индуктивными или проводящими связями одной электрической цепи, части цепи или канала связи с другой (другим).

## Перекрёстные помехи в кабельных соединениях
В структурированных кабельных системах перекрёстные помехи могут быть связаны с электромагнитным влиянием одной неэкранированной витой пары на другую, работающими как правило в параллельном режиме.
Перекрёстные помехи на ближнем конце (NEXT)Перекрёстные помехи двух пар кабеля, измеряемая на том же конце кабеля, что и передатчик.
Перекрёстные помехи на дальнем конце (FEXT)Перекрёстные помехи двух пар кабеля, измеряемая на противоположном от передатчика конце кабеля.
Внешние перекрёстные помехи (AXT)Помехи, вызванные другими кабелями, проложенными близко к интересующему нас кабелю.

## Другие примеры
В телекоммуникации и телефонной связи перекрёстные помехи часто слышны как обрывки речи или тональные сигналы, попадающие из соединений других абонентов. Если соединение аналоговое, то для уменьшения воздействия перекрёстных помех используется витая пара. В качестве альтернативы сигналы могут быть преобразованы в цифровую форму, которая гораздо менее чувствительна к перекрёстным помехам.
В беспроводной связи перекрёстные помехи часто означают наличие внутриканальных помех, связанных с помехами от смежных каналов.
В интегральных схемах к перекрёстным помехам обычно относят изменение сигнала в каком-либо соединении под влиянием других близких сигналов. Обычно связь между сигналами носит ёмкостный характер, и влияние оказывается только на ближайшего соседа, но иногда важны и другие формы связи, а влияние может сказываться и на более отдалённых соседях, особенно в аналоговых схемах. Средства, используемые для измерения и предотвращения этих проблем, относятся к направлению целостности сигналов. Сюда же входит и проблематика связи с подложкой, в которой рассматриваются перекрёстные помехи, передаваемые через подложку интегральной схемы. Существует широкий спектр возможных действий по снижению перекрёстных помех, связанных с изменением дистанции между проводниками, переупорядочением сигналов в проводниках и экранированием проводников.
В звукозаписи термин «перекрёстные помехи» относится к утере или «перекачке» звука от одного музыкального инструмента в микрофон, установленный перед другим инструментом или солистом. Типичным примером является утечка высоких частот, сильно усиливающая звук гитары в микрофонах других инструментов. Отметим, что это практически всегда акустический эффект, а не электрический.
В стереофонической звукозаписи перекрёстные помехи при воспроизведении записи относятся к влиянию одного канала звука на другой. Эти помехи имеют электрический характер, и они могут быть измерены количественно с помощью методов измерения перекрёстных помех.
В оптической когерентной томографии «перекрёстные помехи» относится к явлению, в котором из-за сильно рассеивающих объектов множество рассеянных фотонов достигают плоскости изображения и генерируют когерентный сигнал, соответствующий пройденной длине оптического пути, что эквивалентно приходу сигнала из глубины исследуемого образца в пределах длины когерентности.
В стереоскопических 3D-дисплеях «перекрёстные помехи» относится к неполной изоляции левого и правого каналов изображения так, что происходит утеря или перекачка сигнала из одного канала в другой, то есть двойная экспозиция. В этой области «перекрёстные помехи» и «появление ореолов» часто считаются синонимами, однако перекрёстные помехи имеют физическую природу и могут быть объективно измерены, тогда как ореолы являются субъективными и относятся к восприятию перекрёстных помех зрителем.